# Route européenne 806
Pour les articles homonymes, voir Route 806.
La route européenne 806 est une autoroute reliant Torres Novas à Guarda. Elle correspond à l'autoroute portugaise A23. Elle a une longueur de 217 km.